# Puig d'en Perona
El Puig d'en Perona és una muntanya de 287 metres que es troba al municipi de Sant Martí Vell, a la comarca catalana del Gironès.